# Bock GmbH
Die Bock GmbH ist ein Hersteller von Kältemaschinen und Wärmepumpen mit Hubkolbenverdichtern. Als Kältemittel werden auch  CO2 und andere Kältemittel mit niedrigem Treibhauspotenzial (Low-GWP) verwendet.
Das Unternehmen wurde 1932 in Stuttgart von Wilhelm Bock und Hans Göldner gegründet und betätigt sich seit seinem Bestehen im Bereich der Kühltechnik. Es wurde Anfang 2011 an die GEA Group, dann 2021 an die NORD Holding Beteiligungsgesellschaft aus Hannover, schließlich im März 2023 an Danfoss verkauft.

## Historie

### Bock Kältemaschinen

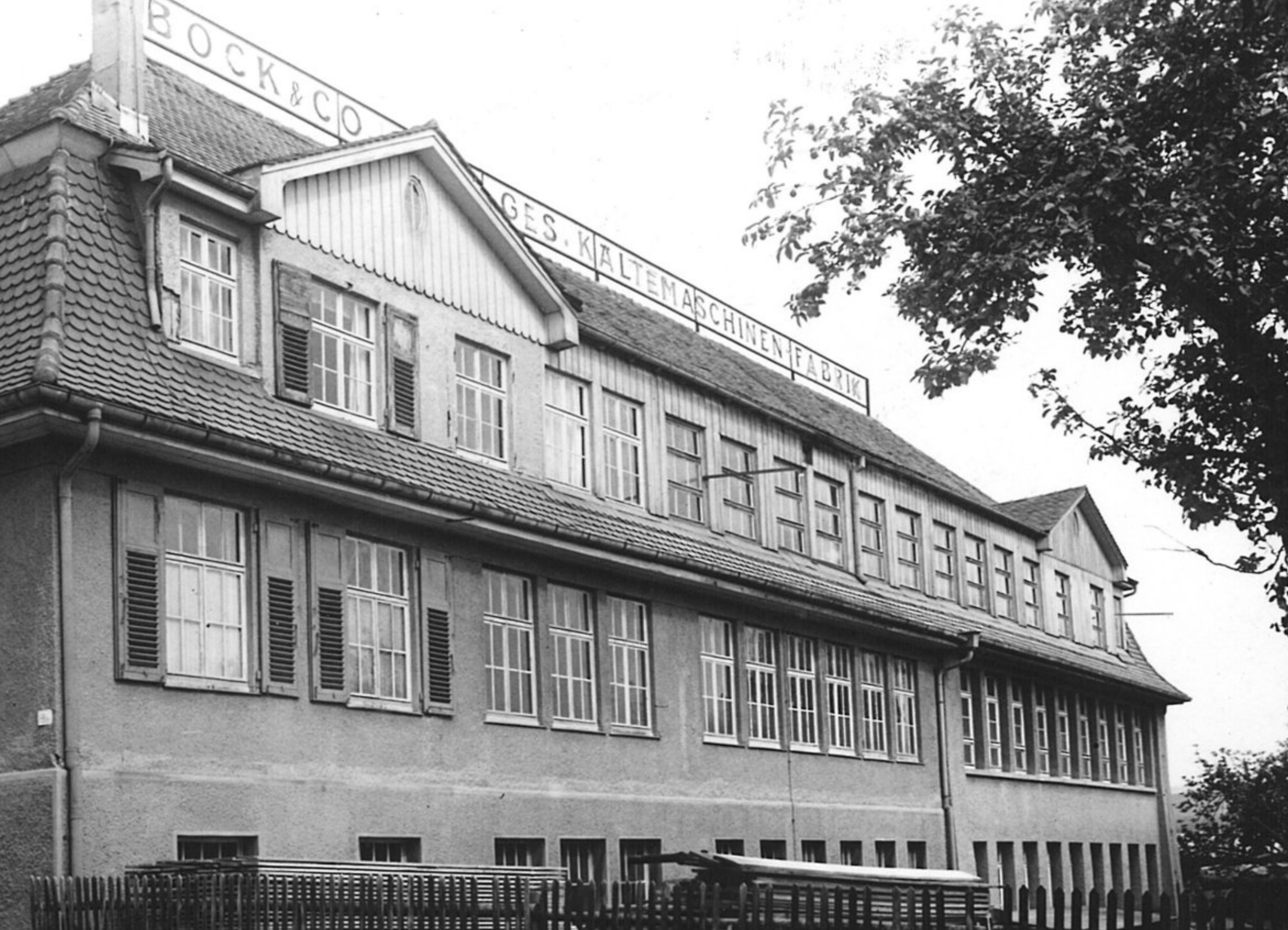
Verwaltung und Firmenhauptsitz bis 1993 in der Kißlingstraße 20 in Nürtingen

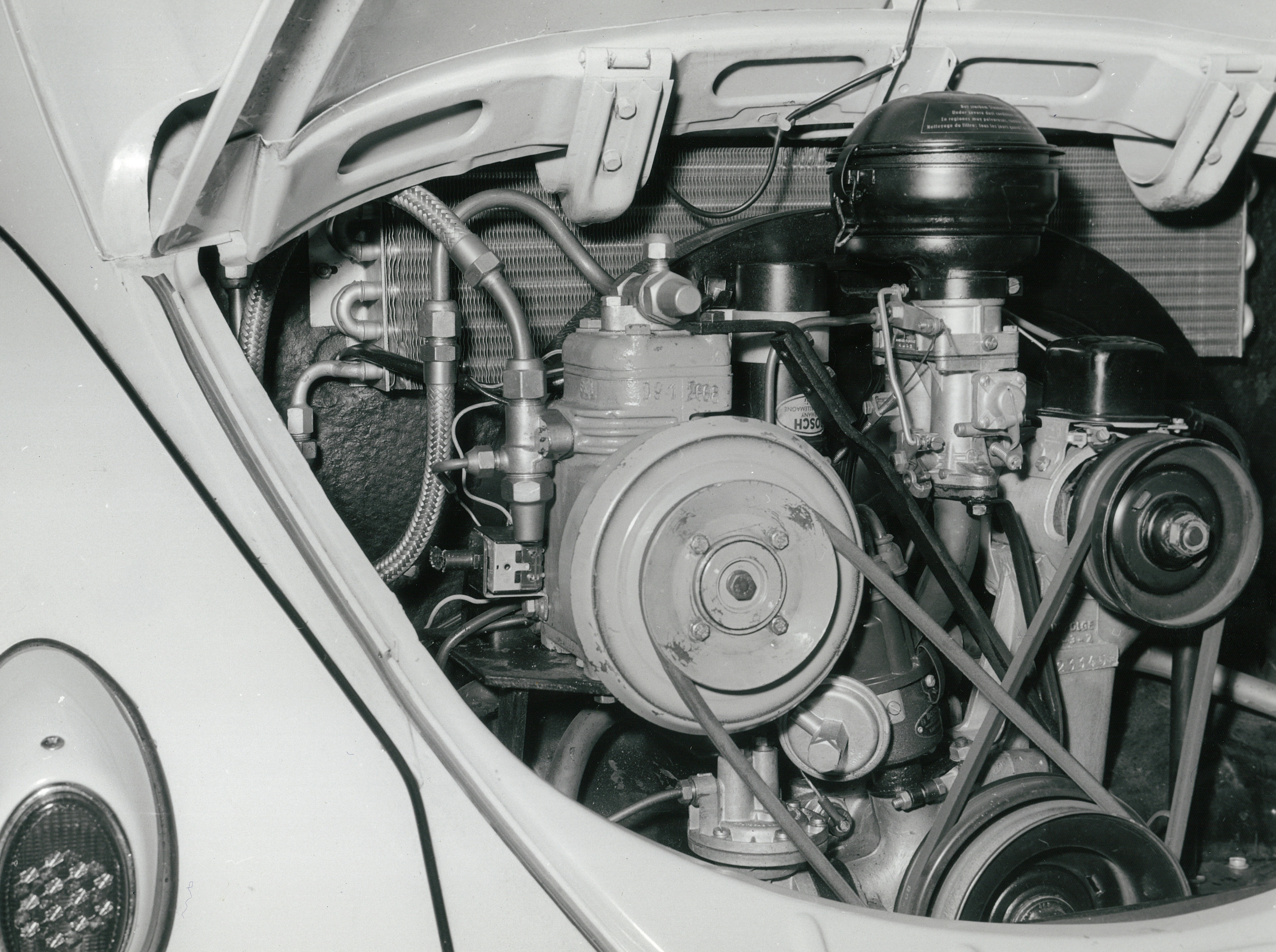
VW Käfer mit Bock-Klimakompressor

Die ursprüngliche Geschäftsidee war die Installation und Reparatur von Kälteanlagen. 1937 zog das Unternehmen in ein größeres Fabrikgebäude nach Nürtingen um und begann, selbst zu produzieren.
1938 verließ Hans Göldner das Unternehmen, und Hugo Bock trat als Gesellschafter ein, wodurch die Firma zu Bock & Co. KG wurde. 1939 trat Erich Etter, der Schwager von Wilhelm Bock, in das Unternehmen ein. 1955 ließ Bock ein neues Produktionszweigwerk in Frickenhausen errichten, das in mehreren Bauabschnitten immer weiter vergrößert wurde. In den 1990er Jahren wurde eine neue Verwaltung und Versuchsabteilung in Frickenhausen gebaut und der Nürtinger Standort aufgegeben. Damit wurde Frickenhausen zum Hauptsitz des Unternehmens.
Seit den 1960er Jahren befasste sich das Unternehmen als einer der Pioniere mit der PKW-Klimatisierung und entwickelte und baute die ersten PKW-Klimaanlagen „Made in Germany“, die nicht nur in Luxuswagen eingebaut wurden, sondern auch in den VW Käfer.
Im Jahr 1986 übernahm Wolfgang Etter (Sohn von Erich Etter) die technische Geschäftsleitung, Heinrich Reuß (Schwiegersohn von Wilhelm Bock) wurde zum kaufmännischen Geschäftsleiter bestellt.
Im Dezember 2009 wurde die Gesellschaft für ihr EFC-System (Electronic Frequency Control System) mit dem BMU-Förderpreis „Klimaschutz mit Kältetechnik“ vom deutschen Bundesumweltminister Norbert Röttgen ausgezeichnet.

### GEA Bock
Vom 31. März 2011 bis zum 26. Februar 2021 gehörte das Unternehmen zum Segment Refrigeration Technologies der GEA Group und wurde während dieser Zeit in die GEA Bock GmbH umfirmiert. GEA Refrigeration Technologies ist weltweiter Marktführer für industrielle Kältesysteme und spezialisiert auf Entwicklung, Bau, Installation und Wartung von Schlüsselkomponenten und technischen Lösungen. Zu den Anwendungen gehören Kühlprozesse für die Nahrungsmittel- und die Getränkeindustrie, die Schifffahrt, die Öl- und Gasindustrie, die Gebäudetechnik und Freizeitanlagen, wie Skihallen und Eislaufzentren.

### NORD Holding
Am 22. September 2020 verkündete die GEA Group den Verkauf der gesamten Bock-Gruppe an den in Hannover ansässigen Finanzinvestor NORD Holding. Am 26. Februar 2021 erfolgte die offizielle Übernahme an den neuen Eigentümer NORD Holding.

### Danfoss
Im März 2023 wurde die Bock GmbH durch Danfoss übernommen.

## Standorte

### Produktionsstandorte
- Bock GmbH, Benzstraße 7, 72636 Frickenhausen, Deutschland[8]
- Bock Compressors Czech s.r.o., Ostrov u Stribra 11, 34901 Kostelec, Tschechische Republik[8]
- Bock Compressors (Suzhou) Ltd., No.1 Run Sheng Road, Suzhou Industrial Park, Jiangsu Province, China 215024[8]
- Bock Compressors India Pvt. Ltd., #3A1, Bommasadra Industrial Area, Hebbagodi, Bangalore 560099, Indien[8]